# Ebstein-anomália
Az Ebstein-anomália egy igen ritka, veleszületett szívfejlődési rendellenesség, mely elsősorban a háromhegyű szívbillentyűt érinti. Szívnagyobbodáshoz, rendszertelen szívveréshez, illetve a szív leállásához is vezethet. 
A terhesség során lítiummal kezelt nők gyermekei fokozottabban vannak kitéve a betegségnek.

## Nevének eredete
Wilhelm Ebstein német orvos írta le először a betegséget 1866-ban, az anomália pedig szabálytalanságra, véletlen bekövetkező eseményre utal.